# ミッキーの芝居見物
『ミッキーの芝居見物』（ミッキーのしばいけんぶつ、原題：Orphan's Benefit、Orphans' Benefit）は、ウォルト・ディズニー・プロダクション（現：ウォルト・ディズニー・カンパニー）が製作したアニメーション短編映画。ミッキーマウスの短編映画シリーズの一作品である。同名タイトルで1934年のモノクロ版と1941年のカラー版（リメイク）が存在する。

## 概要
1934年8月11日に公開されたモノクロ作品。本作で初登場したクララ・クラックのほか、先立って『かしこいメンドリ』 (The Wise Little Hen) で脇役として登場したドナルドダックがミッキーマウス・シリーズに招聘されたり、名前が確立していなかったグーフィーに固有の名前が与えられるなど、現在ディズニーの主要メンバーに数えられるキャラクター群が本作より確立され始めている。
1941年には同タイトルでテクニカラーにてリメイクされている。ミッキーマウスの目が黒目のみから白目付きに変更されるなどキャラクターデザインに変更は見られるが、音楽やキャラクターの動きなどについては1934年版に忠実に再現されている。

## あらすじ
ミッキーと仲間が大勢の子供たちのためにショーを開いた。ホーレス・クララベル・グーフィーの3人はアクロバットを、ミッキーとクララは音楽を披露し、会場は大盛り上がり。そしてドナルドは詩の朗唱を披露するが、ドナルドの時にだけ子供たちは茶々をいれ芝居を妨害する。憤慨するドナルドの様子を面白がる子供たちのいたずらはさらにエスカレートしていく。

## スタッフ

### 1934年版
- 製作総指揮：ウォルト・ディズニー[2]
- 製作：ジョン・サザーランド[2]
- 監督：バート・ジレット[2][3]
- 作画：ディック・ランディー、ジョニー・キャノン、ノーム・ファーガソン[2][3]、ウォード・キンボール[3]
- 音楽：フランク・チャーチル[3]

### 1941年版
- 製作総指揮：ウォルト・ディズニー[2]
- 製作：ジョン・サザーランド[2]
- 監督：ライリー・トムソン[2][3]
- 作画：ジム・アームストロング、エド・ラヴ[2][3]、サム・コービン、ビル・ダナム、アーサー・エリオット、ノーム・ファーガソン[2]
- 音楽：フランク・チャーチル[3]

## 声の出演
| キャラクター       | 原語版               | 日本語吹き替え版 |
| ------------------ | -------------------- | ---------------- |
| ミッキーマウス     | ウォルト・ディズニー | 青柳隆志         |
| ドナルドダック     | クラレンス・ナッシュ | 山寺宏一         |
| クララ・クラック   | フローレンス・ギル   | 原語版流用       |
| ミッキーの孤児たち | パット・カシュマン   | 大谷育江         |

## 映像ソフト化
- 『ドナルド ザ・グレーテストヒッツ』（VHS、ブエナ・ビスタ・ホーム・エンターテイメント） - 1941年版が収録。
- 『ドナルドのギャグ・ファクトリー』（DVD、ブエナ・ビスタ・ホーム・エンターテイメント） - 1941年版が収録。
- 『ミッキーマウス／B&Wエピソード Vol.1 限定保存版』（DVD、ブエナ・ビスタ・ホーム・エンターテイメント） - 1934年版が収録。
- 『ミッキーマウス／カラー・エピソード Vol.2 限定保存版』（DVD、ブエナ・ビスタ・ホーム・エンターテイメント） - 1941年版が収録。
- 『ディズニーのミュージック・ファン』（DVD、ブエナ・ビスタ・ホーム・エンターテイメント） - 1941年版が収録。